# Gran Premio di San Marino 1983
Il Gran Premio di San Marino 1983 è stata la quarta prova della stagione 1983 del Campionato mondiale di Formula 1. Si è corsa domenica 1º maggio 1983 sul Circuito Dino Ferrari di Imola. La gara è stata vinta dal francese Patrick Tambay su Ferrari; per il vincitore si trattò del secondo, e ultimo, successo nel mondiale. Ha preceduto sul traguardo i connazionali Alain Prost su Renault  e René Arnoux, anch'egli su Ferrari.
Ad oggi esso rappresenta anche l'ultima volta in cui una stessa nazione ha monopolizzato i tre posti sul podio di un Gran Premio valido per il campionato mondiale di Formula 1.

## Vigilia

### Sviluppi futuri
Il 25 aprile la FIA annullò il Gran Premio di Svizzera, che avrebbe dovuto tenersi il 10 giugno sul Circuito di Digione, per problemi con la radiotelevisione elvetica. La Federazione decise di spostare a sabato 24 settembre il Gran Premio da tenersi a New York, dalla precedente data del 25.

### Aspetti tecnici

Marc Surer impegnato su.

L'Osella presentò, per la prima volta in stagione, una vettura spinta col motore dell'Alfa Romeo. Era una nuova versione del modello FA1/D (lo stesso telaio usato per tentare la qualificazione nei primi Gran premi) con una aerodinamica ispirata alla Brabham BT52 e affidato al solo Piercarlo Ghinzani, e spinto non dal nuovo motore turbo utilizzato dall'Alfa Romeo, ma dal più tradizionale propulsore a pressione atmosferica 1260 ad architettura V12, che la casa milanese aveva impiegato dal 1979 fino alla stagione precedente. Corrado Fabi invece utilizzò ancora la vecchia vettura a motore Ford. La nuova vettura la F1/E progettata da Tony Southgate arriverà solo dal Gran Premio d'Inghilterra.
Al fine di prevenire possibili problemi alla sicurezza, visto l'alto numero di vetture che ormai effettuavano il rifornimento in corsa, la direzione di gara decise di proibire l'accesso ai box, ai non addetti ai lavori, o di varcare la rete di protezione posta lungo il muretto che divideva la corsia dei box dalla pista, durante il Gran Premio; era inoltre vietato il sorpasso delle monoposto ferme ai box, durante la sosta per il rifornimento.
Da questa gara il nuovo propulsore della Ford Cosworth, il DFY, venne impiegato anche sulla McLaren di John Watson, oltre che sulle vetture di Niki Lauda e Nigel Mansell.

### Aspetti sportivi
Jean-Louis Schlesser, pur iscritto alla gara dalla RAM, non prese parte all'evento. L'Arrows non riuscì a riproporre Alan Jones, utilizzato nel GP di Long Beach: l'australiano chiedeva un ingaggio troppo elevato. Si prospettò l'ipotesi che potesse essere iscritto da McLaren o Williams su una terza vettura. L'Arrows ripropose così Chico Serra, anche se era stata ventilata l'ipotesi dell'esordio per il pilota belga Thierry Boutsen.

## Qualifiche

### Resoconto

René Arnoux durante le prove del Gran Premio.

René Arnoux, pilota della Ferrari ottenne il miglior tempo nel corso della prima giornata di prove ufficiali. Il francese chiuse con 1'33"419, precedendo Nelson Piquet e il duo della Renault, Alain Prost ed Eddie Cheever. Arnoux aveva ottenuto il tempo prima scaldando le gomme da tempo per due giri, poi fermandosi ai box per farle raffreddare, e poi utilizzandole nuovamente nel giro veloce. La Ferrari aveva anche evidenziato dei grossi problemi tecnici all'iniezione, nel corso delle prove libere del mattino. Risultarono ancora poco competitive in prove le McLaren, che chiusero ventitreesima, con John Watson e venticinquesima, con Niki Lauda.
Anche in queste prove si confermò il dominio delle vetture a motore turbo, con il monopolio delle prime dieci posizioni. Al termine della sessione Michele Alboreto criticò Jean-Pierre Jarier per una manovra che costrinse il pilota milanese a uscire di pista.
Le prove del sabato vennero caratterizzate da una grande incertezza. Prima Arnoux abbassò ancora il suo tempo, che fu però battuto da Nelson Piquet. L'altro ferrarista, Patrick Tambay, fece meglio del brasiliano, portando il limite a 1'32"603: fu poi il turno dell'altro francese Alain Prost, che, a sua volta, vide il suo tempo battuto ancora da Piquet. A dieci minuti dal termine delle prove Arnoux riuscì nell'impresa di battere il tempo di Piquet, conquistando così la sua quindicesima pole position nel mondiale di F1. Il brasiliano completò comunque la prima fila, davanti al duo francese Tambay (che aveva subito la rottura del motore) Prost. Il primo dei piloti su vetture non dotate di motore turbo fu Keke Rosberg, undicesimo.

### Risultati
Nella sessione di qualifica si è avuta questa situazione:
| Pos                     | Nº | Pilota             | Costruttore       | Tempo    | Griglia |
| ----------------------- | -- | ------------------ | ----------------- | -------- | ------- |
| 1                       | 28 | René Arnoux        | Ferrari           | 1'31"238 | 1       |
| 2                       | 5  | Nelson Piquet      | Brabham-BMW       | 1'31.964 | 2       |
| 3                       | 27 | Patrick Tambay     | Ferrari           | 1'31"967 | 3       |
| 4                       | 15 | Alain Prost        | Renault           | 1'32"138 | 4       |
| 5                       | 6  | Riccardo Patrese   | Brabham-BMW       | 1'32"969 | 5       |
| 6                       | 16 | Eddie Cheever      | Renault           | 1'33"450 | 6       |
| 7                       | 9  | Manfred Winkelhock | ATS-BMW           | 1'33"470 | 7       |
| 8                       | 22 | Andrea De Cesaris  | Alfa Romeo        | 1'33"528 | 8       |
| 9                       | 11 | Elio De Angelis    | Lotus-Renault     | 1'34"332 | 9       |
| 10                      | 23 | Mauro Baldi        | Alfa Romeo        | 1'35"000 | 10      |
| 11                      | 1  | Keke Rosberg       | Williams-Ford     | 1'35"086 | 11      |
| 12                      | 29 | Marc Surer         | Arrows-Ford       | 1'35"411 | 12      |
| 13                      | 3  | Michele Alboreto   | Tyrrell-Ford      | 1'35"525 | 13      |
| 14                      | 35 | Derek Warwick      | Toleman-Hart      | 1'35"676 | 14      |
| 15                      | 12 | Nigel Mansell      | Lotus-Ford        | 1'35"703 | 15      |
| 16                      | 2  | Jacques Laffite    | Williams-Ford     | 1'35"707 | 16      |
| 17                      | 36 | Bruno Giacomelli   | Toleman-Hart      | 1'35"969 | 17      |
| 18                      | 8  | Niki Lauda         | McLaren-Ford      | 1'36"099 | 18      |
| 19                      | 25 | Jean-Pierre Jarier | Ligier-Ford       | 1'36"116 | 19      |
| 20                      | 30 | Chico Serra        | Arrows-Ford       | 1'36"258 | 20      |
| 21                      | 33 | Roberto Guerrero   | Theodore-Ford     | 1'36"324 | 21      |
| 22                      | 4  | Danny Sullivan     | Tyrrell-Ford      | 1'36"359 | 22      |
| 23                      | 34 | Johnny Cecotto     | Theodore-Ford     | 1'36"638 | 23      |
| 24                      | 7  | John Watson        | McLaren-Ford      | 1'36"652 | 24      |
| 25                      | 26 | Raul Boesel        | Ligier-Ford       | 1'37"332 | 25      |
| 26                      | 31 | Corrado Fabi       | Osella-Ford       | 1'37"711 | 26      |
| Vetture non qualificate |    |                    |                   |          |         |
| NQ                      | 17 | Eliseo Salazar     | RAM March-Ford    | 1'38"091 | NQ      |
| NQ                      | 32 | Piercarlo Ghinzani | Osella-Alfa Romeo | 1'38"873 | NQ      |

## Gara

### Resoconto

Michele Alboreto e Niki Lauda si ritirarono dalla gara nei primi giri.

Sulla griglia di partenza Nelson Piquet rimase fermo e, dopo che furono sfilati tutti gli altri piloti, poté prendere la gara, con un minuto di ritardo, grazie all'aiuto dei commissari. In testa si portarono i due piloti della Ferrari, con René Arnoux davanti a Patrick Tambay, che aveva passato Riccardo Patrese. Quarto era Alain Prost, che precedeva Andrea De Cesaris, Manfred Winkelhock e Elio De Angelis.
Al terzo giro Patrese si portò al secondo posto, mentre più dietro, Mauro Baldi si pose al sesto posto, seguito nella rimonta da Keke Rosberg, settimo. Patrese completò la rincorsa, ponendosi al comando, al giro 5, grazie anche ai problemi di gomme di Arnoux. Nello stesso giro Rosberg passò Baldi, entrando in zona punti.
Arnoux effettuò la sua sosta al giro 21, scendendo al quinto posto, mentre l'altro ferrarista attese il giro 32, mantenendo la piazza d'onore grazie al rapido intervento dei meccanici della sua scuderia. Al giro 33 anche Patrese effettuò il cambio gomme, ma perse oltre ventitré secondi, contro i 15 impiegati da Tambay. Il pilota della Brabham cedette così la prima posizione. Arnoux, nel frattempo, era risalito al terzo posto.
Nel corso della gara fu imponente la ricorsa di Piquet che, dopo essere transitato ultimo al primo giro, riuscì a scalare la classifica, ponendosi al quinto posto al giro 31. Il brasiliano fu poi costretto al ritiro per il cedimento del propulsore della sua vettura al giro 41.

Patrick Tambay su taglia vittorioso il traguardo.

Quattro giri dopo anche Andrea De Cesaris, quinto, fu costretto ad abbandonare il Gran Premio per un guasto allo spinterogeno. Rientrò così in zona punti Keke Rosberg, seguito da John Watson.
Al giro 55 Patrese si avvicinò a Patrick Tambay (che scontava anche problemi al motore), riuscendo a strappargli la prima posizione: poco dopo però, arrivato alle Acque Minerali, uscì di pista, scivolando sulla pista sporca. Tambay tornò in vetta della classifica, che mantenne fino alla barriera scacchi. Nell'approcciarsi alla stessa curva René Arnoux andò in testacoda, consentendo ad Alain Prost di ottenere il secondo posto. Mauro Baldi, mentre era sesto, a due giri dalla fine, abbandonò la gara per la rottura del motore della sua Alfa Romeo.
All'avvicinarsi al traguardo Tambay sfiorò con la vettura una bandiera canadese disegnata sulla pista quale omaggio a Gilles Villeneuve, il pilota canadese perito l'anno precedente durante le prove del Gran Premio del Belgio, proprio alla guida della Ferrari numero 27. Per il pilota francese fu la seconda e ultima vittoria in carriera. Nel giro d'onore l'auto del pilota francese si fermò alle Acque Minerali senza benzina e il pubblico lo scortó in trionfo sino al traguardo. Dopo questo risultato il francese si trovò a un solo punto da Prost e Piquet, che comandavano la classifica. Ad oggi  rappresenta anche l'ultima volta in cui una stessa nazione ha monopolizzato i tre posti sul podio di un Gran Premio valido per il campionato mondiale di Formula 1.  Nel post-gara vi fu molta polemica poiché sulle tribune delle "Acque Minerali", l'uscita di pista di Patrese che riportò Tambay al primo posto, venne salutata con grande entusiasmo dai tifosi della Ferrari, accorsi come sempre in gran numero a vedere il gran premio.

### Risultati
I risultati del gran premio furono i seguenti:
| Pos | No | Pilota               | Costruttore             | Giri | Tempo/Ritiro           | Pos. Griglia | Punti |
| --- | -- | -------------------- | ----------------------- | ---- | ---------------------- | ------------ | ----- |
| 1   | 27 | Patrick Tambay       | Ferrari                 | 60   | 1h37'52"460            | 3            | 9     |
| 2   | 15 | Alain Prost          | Renault                 | 60   | + 48"781               | 4            | 6     |
| 3   | 28 | René Arnoux          | Ferrari                 | 59   | + 1 giro               | 1            | 4     |
| 4   | 1  | Keke Rosberg         | Williams-Ford Cosworth  | 59   | + 1 giro               | 11           | 3     |
| 5   | 7  | John Watson          | McLaren-Ford Cosworth   | 59   | + 1 giro               | 24           | 2     |
| 6   | 29 | Marc Surer           | Arrows-Ford Cosworth    | 59   | + 1 giro               | 12           | 1     |
| 7   | 2  | Jacques Laffite      | Williams-Ford Cosworth  | 59   | + 1 giro               | 16           |       |
| 8   | 30 | Chico Serra          | Arrows-Ford Cosworth    | 58   | + 2 giri               | 20           |       |
| 9   | 26 | Raul Boesel          | Ligier-Ford Cosworth    | 58   | + 2 giri               | 25           |       |
| 10  | 23 | Mauro Baldi          | Alfa Romeo              | 57   | Motore                 | 10           |       |
| 11  | 9  | Manfred Winkelhock   | ATS-BMW                 | 57   | + 3 giri               | 7            |       |
| 12  | 12 | Nigel Mansell        | Lotus-Ford Cosworth     | 56   | Testacoda              | 15           |       |
| Rit | 6  | Riccardo Patrese     | Brabham-BMW             | 54   | Incidente              | 5            |       |
| Rit | 22 | Andrea De Cesaris    | Alfa Romeo              | 45   | Iniezione              | 8            |       |
| Rit | 11 | Elio De Angelis      | Lotus-Renault           | 43   | Tenuta di strada       | 9            |       |
| Rit | 5  | Nelson Piquet        | Brabham-BMW             | 41   | Motore                 | 2            |       |
| Rit | 25 | Jean-Pierre Jarier   | Ligier-Ford Cosworth    | 39   | Radiatore              | 19           |       |
| Rit | 4  | Danny Sullivan       | Tyrrell-Ford Cosworth   | 37   | Collisione con C.Serra | 22           |       |
| Rit | 35 | Derek Warwick        | Toleman-Hart            | 27   | Testacoda              | 14           |       |
| Rit | 31 | Corrado Fabi         | Osella-Ford Cosworth    | 20   | Testacoda              | 26           |       |
| Rit | 36 | Bruno Giacomelli     | Toleman-Hart            | 20   | Sospensione            | 17           |       |
| Rit | 8  | Niki Lauda           | McLaren-Ford Cosworth   | 11   | Incidente              | 18           |       |
| Rit | 34 | Johnny Cecotto       | Theodore-Ford Cosworth  | 11   | Testacoda              | 23           |       |
| Rit | 3  | Michele Alboreto     | Tyrrell-Ford Cosworth   | 10   | Collisione con M.Surer | 13           |       |
| Rit | 33 | Roberto Guerrero     | Theodore-Ford Cosworth  | 3    | Incidente              | 21           |       |
| Rit | 16 | Eddie Cheever        | Renault                 | 1    | Turbo                  | 6            |       |
| NQ  | 17 | Eliseo Salazar       | RAM March-Ford Cosworth |      |                        |              |       |
| NQ  | 32 | Piercarlo Ghinzani   | Osella-Alfa Romeo       |      |                        |              |       |
| NA  | 18 | Jean-Louis Schlesser | RAM March-Ford Cosworth |      |                        |              |       |

## Classifiche

### Piloti
| Pos. | Pilota          | Punti |
| ---- | --------------- | ----- |
| 1    | Alain Prost     | 15    |
| =    | Nelson Piquet   | 15    |
| 3    | Patrick Tambay  | 14    |
| 4    | John Watson     | 11    |
| 5    | Niki Lauda      | 10    |
| 6    | René Arnoux     | 8     |
| 7    | Jacques Laffite | 7     |
| 8    | Keke Rosberg    | 5     |
| 9    | Eddie Cheever   | 4     |
| 10   | Marc Surer      | 4     |
| 11   | Johnny Cecotto  | 1     |

### Costruttori
| Pos. | Team                   | Punti |
| ---- | ---------------------- | ----- |
| 1    | Ferrari                | 22    |
| 2    | McLaren-Ford Cosworth  | 21    |
| 3    | Renault                | 19    |
| 4    | Brabham-BMW            | 15    |
| 5    | Williams-Ford Cosworth | 12    |
| 6    | Arrows-Ford Cosworth   | 4     |
| 7    | Theodore-Ford Cosworth | 1     |